# 中国人民警察大学广州校区
中国人民警察大学广州校区，是中国人民警察大学的分校区，位于广东省广州市天河区奥体南路399号，为正司局级。

## 沿革
1991年，经中华人民共和国公安部批准，筹建公安边防部队广州指挥学校。1994年6月28日组建，1995年9月1日开学。2003年，学校由广东省公安边防总队领导下的副师级编制，提升成公安部边防管理局直接领导的正师级编制。公安边防部队广州指挥学校是培养大、中专初级指挥警官的学校，是面向全国公安边防部队招生，培养基层指挥管理干部、培训中、高级领导的具有公安边防教育特色的大专院校。
1992年3月，公安部批准在新疆公安边防总队教导大队的基础上成立公安边防部队乌鲁木齐指挥学校。1993年之前，组建公安边防部队呼和浩特指挥学校。
2009年，中央机构编制委员会办公室做出《关于公安现役部队学校整合并核定编制的批复》，批准在公安边防部队广州指挥学校的基础上，整合乌鲁木齐边防指挥学校、呼和浩特边防指挥学校，筹建公安边防部队指挥学院，行政编制提升为副军级。2010年，公安部做出《关于组建公安边防部队指挥学院的批复》，决定在公安边防部队广州指挥学校基础上筹建公安边防部队指挥学院。2014年6月，中华人民共和国教育部、中华人民共和国公安部和公安部边防管理局党委决定启动公安边防部队高等专科学校申办工作。
2015年10月17日，公安边防部队广州指挥学校、乌鲁木齐指挥学校、呼和浩特指挥学校完成历史使命，公安边防部队高等专科学校在广州揭牌成立。公安部现役工作办公室主任牟玉昌在揭牌仪式上宣读教育部关于同意建立公安边防部队高等专科学校的函和学校领导任职命令，公安部边防管理局政委李乐民、财政部国防司巡视员李军、广东省公安厅副厅长郭少波出席揭牌仪式并发表讲话。
2018年3月21日，根据中共中央印发的《深化党和国家机构改革方案》，公安边防部队不再列武警部队序列，全部退出现役，成建制划归公安机关，并结合新组建国家移民管理局进行适当调整整合。现役编制全部转为人民警察编制。2018年12月25日，公安现役部队官兵正式退出现役，2019年1月1日，公安边防部队举行集体换装仪式，正式转为人民警察编制。
2018年6月，经教育部批准，中国人民武装警察部队学院更名为中国人民警察大学。2018年9月6日，中国人民警察大学正式揭牌。2019年3月，公安边防部队高等专科学校移交中国人民警察大学管理领导，组建中国人民警察大学广州校区。

## 历任领导
公安边防部队广州指挥学校
| 校长 …… - 陈学才 武警大校（？—？） - 李瑞林 武警大校（2005年3月—？） - 徐超敏 武警大校（？—2015年） | 政治委员 …… - 杨长中 武警大校（？—？） - 盖金东 武警大校（？—2015年） |

公安边防部队乌鲁木齐指挥学校
| 校长 …… - 贺江峰 武警大校（？—？） - 吴伟 武警大校（？—2015年） | 政治委员 …… - 鲁宪普 武警大校（？—？） |

公安边防部队呼和浩特指挥学校
| 校长 …… - 袁建华 武警大校（？—？） - 苏仁 武警大校（？—？） - 张树荣 武警大校（？—？） | 政治委员 …… - 杭月池 武警大校（？—？） …… |

公安边防部队高等专科学校
| 校长 - 徐超敏 武警大校（2015年—） | 政治委员 - 盖金东 武警大校（2015年—） |